# 아이피큐의 음반
이 부분의 문서는 아이피큐에서 발매한 음반 목록이다.

## 2020년대
- 2023년 11월 7일 오메가엑스 - iykyk
- 2024년 4월 1일 오메가엑스 - 소년을 위로해줘! 오디오드라마 OST
- 2024년 4월 30일 한겸,재한 - 재즈처럼 OST
- 2024년 8월 16일 재한 - 연애의 참견 OST Part.16
- 2024년 9월 4일 XEN - 연애의 참견 OST Part.18
- 2024년 10월 30일 오메가엑스 - [Japan Digital Single] Cool My Head[1]
- 2024년 11월 8일 XEN - [Digital Single] 어디서부터
- 2024년 11월 13일 오메가엑스 - [Japan] TO.
- 2024년 11월 16일 정훈 - 결혼해YOU OST Part.1
- 2025년 6월 20일 OX:N - N